# Alpes grées (province romaine)
Ne doit pas être confondu avec Alpes grées.

Les Alpes Grées et Pennines dans le Bas-Empire romain.

Les Alpes Grées (en latin classique : Alpes Graiæ), parfois appelées Alpes Graies ou Alpes Grecques, étaient une province de l’Empire romain. Elles englobaient la Tarentaise, une partie de la Vanoise, le Beaufortain et le Haut Faucigny.
Elles font partie des quatre provinces alpines, à cheval sur les crêtes et soumises en dernier, après les Alpes Cisaplines et les territoires des Voconces et des Allobroges.
Le nom de cette province viendrait du dieu celte Graius, lequel donna son nom au col du Petit-Saint-Bernard : Graius mons. Graius est le nom donné par les auteurs de cette époque à Hercule (Héraclès en mythologie grecque) qui, selon la  légende, serait le premier à avoir fait passer une armée par ce col (Voie héracléenne).  L’hypothèse d’Alpes grecques n'est donc pas exact,.
Le nom pourrait aussi venir du peuple gaulois des Graiocèles de la Haute-Maurienne,.
Les Alpes Ceutroniques (Alpes Ceutronicae) est une appellation géographique des  territoires peuplés de Ceutrons et non pas une désignation administrative de cette province romaine. 

## Histoire
Les Alpes Grées étaient occupées par un seul peuple gaulois : les Ceutrons, probablement d'origine Celto-ligure,,. Après la conquête de la Narbonnaise par la République romaine (125-123 av. J.-C.), les tentatives de soumissions des peuples des Alpes restent infructueuses. Le passage des Alpes des légions romaines est souvent négocié. En 58 av. J.-C., César franchit le col du Petit-Saint-Bernard pour rejoindre Genève sans que l'on sache si la traversée de la Tarentaise fut émaillée de conflits.
La soumission des Ceutrons sous le Principat d’Auguste n’est pas documentée, si bien que toute interprétation est possible. Se sont-ils battus comme les Salasses du Val d’Aoste, soumis en 25 av. J.C. par Aulus Terentius Varro Murena, ou ont-ils accepté l’occupation sans combattre ? La conquête de la partie occidentale des Alpes se termine vers 14 av. J.C., sans qu’aucune trace écrite ne confirme la soumission des Ceutrons. Les Acitavones, mentionnés entre les Salasses du Val d'Aoste et les Médulles, présents dans la liste des peuples vaincus par Auguste sur le Trophée des Alpes de La Turbie (7-6 av. J.-C. ), sont probablement le même peuple que les Ceutrons,. La plus ancienne trace de la présence romaine date de 2-3 apr. J.-C. Il s'agit d'une inscription en l'honneur d'Auguste à Aime.
Il est possible que les Ceutrons, vaincus par César, jouissaient d'un protectorat romain jusqu'à leur soumission définitive sous le Principat d’Auguste.

### Haut-Empire
Dans un premier temps, les Alpes Grées formèrent un district militaire protégeant la voie romaine Alpis Graia. Un préfet siégeait à Aime (Axima) ou Moûtiers (Darentasia), cités de droit pérégrin. Il est probable que Moûtiers fut le premier chef-lieu de cette région. Puis Aime devint la capitale de la province au plus tard en 43 ap. J.-C. Enfin, à une date indeterminée après 283 ap. J.-C., Moûtiers redevint la capitale. Les destructions dues aux débordements des cours d’eau traversant ces cités sont en partie la cause de ces changements,,.
Vers 47 ap. J.C., l’empereur Claude attribua le droit latin au peuple Ceutron : civitas ceutronum. Leur capitale, Aime en Tarentaise, devint Forum Claudii Ceutronum,. La région devint la province impériale équestre centenaire (provinciæ Cæsaris) des Alpes Graies (en latin : provincia  Alpium Graiarum), gérée par un procurateur choisi dans l’ordre équestre par l’empereur,. 
L’entretien et la sécurisation de la voie romaine reliant Milan à Vienne par le col du Petit-Saint-Bernard (en latin : Alpis Graia) fut une tâche essentielle. Elle ne semble pas avoir eu de garnison durant le Haut-Empire.
Les droits de douane sur les marchandises entrant en Gaule, appelés le quarantième des Gaules, étaient perçus lors du passage des Alpes, entre les pays des Ceutrons et des Allobroges, dans une station nommée Ad Publicanos, mentionnée dans la table de Peutinger mais située sans précision. En se basant sur les possibilités géographiques de franchissement des Alpes, les historiens placent ce péage dans le secteur d’Albertville.
Durant le Haut-Empire, bénéficiant de la stabilité qu’apporte la Pax Romana, la province mit en valeur les ressources naturelles (exploitation des forêts, gibier et ressources minières) pour connaître une phase d’expansion économique.  
Les vestiges de temples attestent de croyances en des divinités celtiques et romaines. Le nom donné à la capitale Aime vient de Axima, nom féminisé du dieu topique Aximus, peut-être dieu des sources d’eau alimentant la cité. Le col du Petit-Saint-Bernard, dont le nom Graius mons est lié au dieu celte Graius, rappelle que le culte de Jupiter est lui aussi bien présent avec la colonne de Joux. Le culte impérial est aussi célébré, en témoignent les dédicaces aux empereurs retrouvées dans les capitales.

### Bas-Empire
Vers la fin du  IIe siècle , 193-196 ap. J.-C., sous le règne de Septime Sévère, la réorganisation administrative de l’empire réunit les Alpes Grées et les Alpes pennines (en latin classique : Alpes Poenninae) pour ne former qu’une seule province : les Alpes Atrectiennes et Poenines (en latin classique: Alpes Atrectianae et vallis Poenina)′.. Le procurateur avait sa résidence à Aime et faisait le voyage vers Martigny (en latin classique : Octodurus ou Civitas Vallensium) où un préfet (en  latin classique : præfectus) l’assistait pour administrer le Valais.
L’hypothèse la plus probable est que le nom Alpes Grées devint Alpes Atrectiennes de Trajan à Dioclétien, bien qu’aucun document ne confirme le changement de nom. Seules quelques inscriptions mentionnent le titre de procurateur de cette province.
C’est au IIe siècle que sonne la fin de la pax romana. Les Alamans ravagent le Valais et les Alpes Grées en 259 ap. J.-C. Par contre, les invasions barbares du Ve siècle semblent avoir épargné les Alpes occidentales.
Sous Dioclétien (284-305), le Val d'Aoste est ajouté à cette province dont le nom devient les Alpes Grées et Pennines (en latin classique : provincia Alpium Graiarum et Poeninarum). Elle est intégrée au Diocèse des Gaules (en latin classique : Dioecesis Galliarum) dont Trèves est la capitale.
Vers la fin du IVe siècle, Moûtiers (Metropolis Civitas Ceutronum Darentasia) remplace définitivement Aime comme capitale de cette province. Ce changement n’est que partiellement dû aux crues de l’Ormente et aux inondations qui s’ensuivent. Le déclin de l’Alpis Graia (col du Petit-Saint-Bernard) au profit de l’Alpis Pœnina (col du Grand-Saint-Bernard) et de la voie rhodanienne se traduit par une perte d’importance d’Aime,,.
Le passage d'une administration procuratorienne à une administration présidiale fut tardif, lent et sans grand changement, si ce n'est que le gouverneur (praeses) fut plus présent à Martigny, bien que Moûtiers resta la capitale.
La conversion au christianisme de cette province fut tardive. Les plus anciennes traces remontent à 313 ap J.-C. Les évêchés de Genève et de Tarentaise (Moûtiers) sont créés respectivement en 400 et 420 ap. J.-C.
En 443 ap. J.-C., le général romain Aetius déplace les Burgondes vers Genève. A la mort d'Aetius en 454 ap. J.-C., ils étendent leur  territoire, notamment au Valais. La Tarentaise fut conquise en 456 ap. J.-C., marquant la fin de cette province romaine.

## Géographie

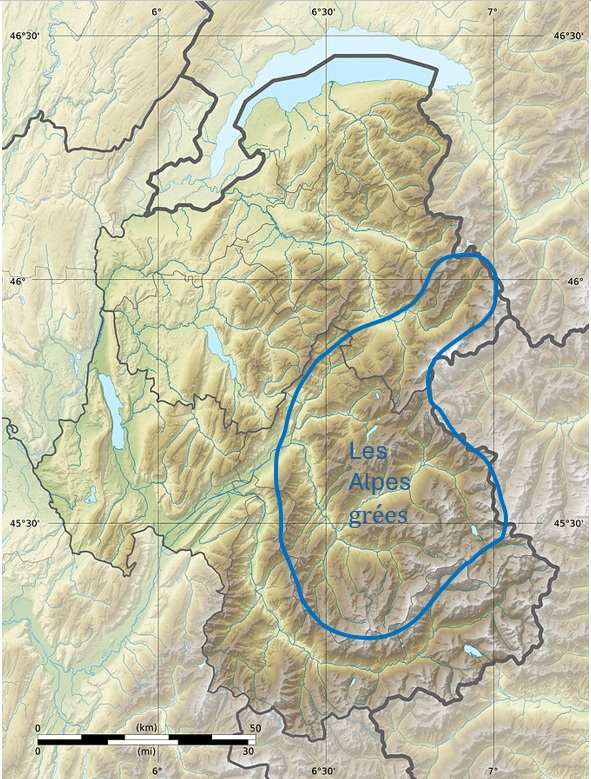
Contour de la province durant le Haut-Empire romain.

Au Haut-Empire, les quatre provinces romaines des Alpes correspondent aux voies d'accès à la Gaule :
- Alpes Penines pour l'Alpis Pœnina par le col du Grand-Saint-Bernard,
- Alpes Grées pour l'Alpis Graia par le col du Petit-Saint-Bernard,
- Alpes Cottiennes pour la Voie Domitienne par le col de Montgenèvre,
- Alpes Maritimes pour la Via Julia Augusta.

La province des Alpes grées englobait la totalité du territoire Ceutrons, à savoir la Tarentaise (avec  une partie de la Vanoise), le Beaufortain, la vallée de l'Arly et la partie supérieure de la vallée de l'Arve : le Haut-Faucigny,,,.
Il y avait peut-être la volonté de regrouper les hautes vallées dans une seule province. Les auteurs anciens décrivent ces lieux comme étant dangereux (avalanches, rivière rapide..) et le climat rude (gel, neiges éternelles). 
Les contestations territoriales devaient être fréquentes. Parfois, l'arbitrage de Rome fut nécessaire pour mettre fin aux querelles. Notons l'intervention de Cnaeus Pinarius Corneluis Clemens, commandant de l'armée de Germanie supérieure, qui tranche un différend avec les Allobrogres en faisant poser des bornes dans plusieurs cols pour marquer la frontière avec la province de la Gaule narbonnaise.

### Les agglomérations
Les oppida des Alpes occidentales, de taille moyenne avec des remparts simples, ne constituent pas de véritable oppidum celtique comme on en trouve en Gaule centrale. Ainsi, les municipes romaines ne sont pas construites sur un oppidum. Alors que l'oppidum se situe en hauteur, lorsqu'une ville romaine s'implante dans le même secteur, elle est construite dans une zone plate, en plaine ou fond de vallée.  Cela est visible à Axima, où l'oppidum se situe sur la colline Saint-Sigismond alors que la ville romaine se trouve en  contrebas, construite en terrasses depuis le bourg actuel d'Aime jusqu'au niveau de l'Isère, laquelle mit à rude épreuve les bas quartiers lors de ses débordements, nécessitant des travaux de rénovation . 
En effet, les cités romaines des vallées alpines sont souvent construites dans les cônes de déjection de fleuves et rivières, les exposant aux caprices de celles-ci. La répétition de crues abondantes jusqu'au milieu du IIe siècle apr. J.C. détruisirent les bâtiments publics (temples, thermes...).
Bien que l'on compte un grand nombre de sites thermaux dans les Alpes occidentales, les constructions forment plutôt un agrégat d'édifices balnéaires dédiés à l'exploitation des eaux minérales qu'une ville romaine, même de taille modeste (uicus). Les villes principales sont généralement situées le long des voies romaines traversant les Alpes.
Au Haut-Empire, cette province possédait une ville (Aime) et deux bourgades (Bourg-Saint-Maurice et Moûtiers), toutes les trois localisées dans la Tarentaise, vallée concentrant l'essentiel de l'activité urbaine des Ceurtons. Aime était largement romanisé alors que les deux autres localités étaient probablement moins développées. 

### Les voies romaines
L'Alpis Graia relie Milan à Vienne, l'ancienne capitale des Allobroges devenu colonie romaine sous le nom de Colonia Julia Viennensis. Cette voie prétorienne, large de 3 à 5 m, est constitué de couches de graviers de 40 cm, renforcé par de gros galets en surface. Elle est jalonnée de bornes militaires tous les 1,5 km.
La dernière section, Aoste-Aime, terminée vers 2-3 apr. J.C., traverse la province le long de la vallée de la Tarentaise. Elle comporte huit stations, dont deux au Val d'Aoste: Arebrigium (Pré-Saint-Didier) et Ariolicum (La Thuile). Les Ceutrons participent à l'entretien de la voie. Ils assistent les voyageurs pour le passage des sections étroites et non dallés. La presence d'une Mansio au col du Petit-Saint-Bernard traduit la difficulté de cette ascension. Malgré tout, elle permet le passage des attelages, contrairement à l'Alpis Pœnina. 

### Les stations romaines de Tarentaise

#### Ad Publicano (Conflans, Gilly, ...)
Poste douanier prélevant un droit de passage (portorium) de 2.5% de la valeur des marchandises (quadragesima galliarum, le quarantième des Gaules), cette station devait se trouver à la frontière avec le pays allobroge. Sa localisation exacte fait encore débat. Cependant, on trouve un ensemble important de vestiges avec un secteur thermal, une villaee proche de Gilly.
Au niveau de cette station se trouvait la bifurcation vers une voie secondaire en direction de Argentoratum (Strasbourg) via Genava (Genève) .

#### Obilonna (La Bâthie)
La localisation précise de cette station n'est pas établie, La Bathie ou son hameaux d'Arbine.

#### Darentasia (Moûtiers)
Ville carrefour avec une voie secondaire vers la Vanoise, elle est connue pour la mine de sel de Salins. La présence d'un temple rond et d'ateliers métallurgiques laisse transparaître une forte activité économique et culturelle. 
Elle fut capitale des Alpes Grées (Forum Claudii) avant Axima et succéda à celle-ci à la tête des Alpes Grées et Poenines au IVe siècle (Civitas Ceutronum Darentasia),. 

#### Axima (Aime)
Capitale des Ceutrons, elle devient une ville romaine importante grâce à l'Alpis Graia, la voie prépondérante d'accès à la Gaule. Avant 77 ap. J.-C., probablement par la volonté de l'empereur Claude, Axima acquit le droit latin et devint Forum Claudii Ceutronum  Les habitants sont appelés Foroclaudiens.
Capitale de la province, les procurateurs y résident. Ti Claudius Pollio (81-91 ap. J.-C.) est le premier dont nous avons une trace. Lors de la fusion des Alpes Grées et Poenines, le procurateur impérial réside toujours officielement à Aime mais séjourne aussi à Martigny.
Ce bourg romain de taille modeste (1-2 km2)  était doté d'un forum, de thermes publiques, d'un temple dédié au dieu Mars, et peut-être d'une basilique civile. 
Sa position centrale dans la vallée de la Tarentaise la place au cœur d'activités économiques : mines de plomb, carrière de marbre de Briganto et salines de Bergintrum et Darentasia.
Darentasia (Moûtiers) prend définitivement le pas sur Axima au Bas-Empire, de par la christianisation naissante et la perte d'importance de l'Alpis Graia au profit de l'Alpis Pœnina, plus directe pour acheminer les troupes vers les provinces de Germanie Inférieure et Supérieure.

#### Bergintrum (Bourg-Saint-Maurice)
Le nom de cette station vient du nom de l'un des ruisseaux l'alimentant, le Charbonnet (en latin: la Berginta). 
L'intérêt de cette localité réside dans sa mine de sel du Roc d'Arbonne fournissant notamment les Salasses du Val d'Aoste. C'est la dernière étape de l'Alpis Graia avant la montée vers la mansio du col du petit Saint-Bernard. C'est un carrefour permettant de relier la Tarentaise au Beaufortain, lequel mène au Val Montjoie et au Val de Chamonix .
Cette station possédait thermes et temples.
Les débordements des ruisseaux du Charbonnet de l'Arbonne ont nécessité d'importants travaux de restauration de cette voie romaine principale. Notons les réparations financées par Lucius Verus,. 

#### In Alpe Graia (col du Petit-Saint-Bernard)
Cette station comportait 5 bâtiments dont un gîte d'étape (mansio) et un relai routier (mutatio) permettant de réparer les attelages et de changer de montures, un temple gallo-romain (fanum) et un entrepôt.

### Les voies secondaires
L'existence de voies secondaires, simple pistes muletières, est mal documentée. Leur étude faite localement a une valeur historique discutable. Cependant, on note trois voies, probablement pré-existentes à l'arrivée romaine, reliant la vallée de la Tarentaise à la Maurienne via le massif de la Vanoise par le col des Encombres, le col de la Vanoise et le col de l'Iseran. Une autre voie part de Bergintrum vers le nord de la province en passant par le col du Bonhomme.

## Activité économique

### L'agriculture et l'élevage
L'organisation des exploitations agricoles en montagne n'est pas connue. L'existence de domaines ruraux est supposée par les noms de lieux dérivés du latin: Hautecour de curtis, Villette de villa....  Les céréales constituent la culture principale.
Pline l'Ancien parle d'une vache petite et bonne laitière, proche de la race actuelle Tarine, laquelle produit un fromage réputé à  Rome, le vatusique,. Il mentionne aussi l'élevage d'animaux de trait pour le labour et les transports.
Strabon note l'élevage de chevaux, l'exportation de la cire et du miel.

### L'industrie et l'artisanat
D'après Pline l'Ancien, le meilleur cuivre venait du pays des Ceurtons. Les mines argentifères de Tarentaise (Mâcot, Peisey) étaient déjà exploitées à cette époque. Les traces de forges à Aime et Moutiers confirment l'importance de ces métaux dans la vallée.
À Aime, la présence d'inscription sur des pierres issues de la carrière de Villette (Brigantio) datant de la fin du 1er siècle, confirme l'activité de celle-ci.
La Tarentaise possédait deux sites d'exploitation du sel. Celui de Bourg-Saint-Maurice fournissait les Salasses avant l'occupation romaine alors que celui de Moûtiers a probablement débuté après la conquête.
A partir de la fin du Ier siècle, l'artisanat local et italien subit la concurrence de l'importation méditerranéene déversée par la voie rhodanienne.

### Ressources naturelles
Les arbres alpins sont l'objet d'un exploitation intense pour la construction et la combustion. Parmi les plus utilisés, le sapin (abies) était employé en menuiserie et le mélèze (larix) était apprécié en construction pour sa résistance aux insectes et sa combustion lente.
Les qualités médicinales des plantes sont connues. Le gibier abondant (chamois, chevreuil, marmotte...) en fait une terre de prédilection des chasseurs.   

## Religion
La tolérance religieuse de Rome explique le mélange de divinités celtiques, gallo-romaines et orientales.
De petits édifices similaires sont dédiés aux dieux romains ou indigènes. Ainsi, à Aime, il y a un autel consacré à Mars et un autre consacré aux Matrones et Aximus. 
La capitale prend le nom de Axima, divinité liée à Aximus, déesse poliade des Ceutrons. On y trouve aussi des supplications faite au dieu gaulois Silvain.
Au col du Petit-Saint-Bernard, un fanum gaulois sert de temple de Jupiter, lequel est assimilé à Graius, dieu des sommets et des cols. Hercule est associé à Ogmios en tant que dieu des eaux sur le site de Salins-les-Termes.
Le culte des déesses-mères (matronae) indique une influence de la Gaule Cisalpine.
Plusieurs dédicaces montrent que le culte impérial fut pratiqué dans cette province, mélange d'honneurs publiques et de puissance divine.
Les divinités orientales Cybèle, mère des dieux, et Mithra, le dieu soleil invincible, sont vénérées, probablement sous l'influence de soldats originaires d'Asie Mineure.